# György Károly
György Károly (Károly György, Budapest, 31 de agosto de 1953 – Szigetszentmiklós, 26 de octubre de 2018) fue un poeta y escritor húngaro.

## Biografía
Károly nació como hijo único del György Károly senior (1924–2003) y de la Ilona Szabó (1928–2014). Su padre era un carnicero y su madre era una sastre. Pasó sus primeros años en Szigetszentmiklós donde terminó sus años de escuela primaria. Acabó la escuela secundaria en Budapest y en esta misma ciudad sus estudios de geólogico.
Él se comenzó a escribir en la década de 1970. Sus primeros poemas empiezan a publicarse en Élet és Irodalom (“Vida y literatura”). Fue poético silencioso en los años ochenta. En los años noventa Károly comenzó a escribir de nuevo.

### Libros
- Károly György: Folyamatos május (Poemas, edición privada, Budapest 1999)
- Károly György – Péter Péter: Dunakanyaró (Poemas, edición privada, Vác 2005)

### Antologías
- Téli tárlat ’98 (Madách Imre Művelődési Központ, Vác 1998, 96 páginas)
- Gondolattánc (Svájci-Magyar Kiadói Kft., Budapest 2000, 270 páginas) ISBN 963-9032-96-4
- Szótól szóig (Alterra Svájci-Magyar Kiadó Kft., Budapest 2002, 340 páginas) ISBN 963-9324-26-4
- A Dunakanyar költészete 2005 (Kucsák Könyvkötészet és Nyomda, Vác 2005, 199 páginas) ISBN 963-218-048-8
- Ezer magyar haiku (Napkút Kiadó, Budapest 2010, 332 páginas) ISBN 978-963-263-129-5

### Revistas literarias
- A Céh
- Árgus
- Bárka
- Béta magazin (β)
- C.E.T – Central European Time
- Duna-part
- Élet és Irodalom
- Havi Magyar fórum
- Hírnök
- Holmi
- Igazunk
- Madách Rádió
- Magyar Élet (Nueva Zelandia)
- Magyar Demokrata
- Magyar Fórum
- Magyar Napló
- Magyar Világ
- Mozgó Világ
- Műhely
- Napút
- Pannon Tükör
- Parnasszus
- Petőfi Rádió
- Új Pest megyei Hírlap
- Somogy
- Törökfürdő
- Új Hagyomány
- Váci Napló
- Váci Polgár

## Vida personal
Károly estuvo casado con Annamária Szklenkay (nacido 1958), con quien tuvo cinco hijos. Vivieron en Vác para veinte años, y en Pilis para tres años antes de emotivos a Szigetszentmiklós. Károly murió de un tumor de cerebro el 26 de octubre de 2018.